# 新富山口駅
新富山口駅（しんとやまぐちえき）は、富山県富山市下冨居（しもふご）二丁目にある、あいの風とやま鉄道線の駅である。
2015年3月14日の北陸新幹線開業による経営移管後に、あいの風とやま鉄道が新規で2番目に設置した駅である。

## 歴史

### 年表
- 2014年（平成26年）6月17日：駅の設置位置が決定[6]。
- 2019年（令和元年）7月10日：北陸信越運輸局が駅設置を認可[7]。
- 2020年（令和2年）
  - 1月13日：着工[8]。
  - 10月20日 - 11月18日：駅名の公募を実施[9]。
- 2021年（令和3年）2月17日：駅名が「新富山口駅」に決定する[1][10][11]。
- 2022年（令和4年）3月12日：開業[3][4][5][注釈 1]。

### 駅名の由来
富山駅からほど近く、新駅東側では富山操車場跡地の開発などの新しいまちづくりが展開されることから、富山市中心市街地への新しい玄関口（ゲートウェイ）として、新駅とその周辺がこれから益々発展することを期待し名付けられた。2020年10月20日から同年11月18日まで行われた富山県内在住者及びファンクラブ会員を対象にした駅名の公募に787件の応募があり、この中から選定委員会の審査・投票などを経て駅の名称が決まった。なお「新富山口」の得票数は、「下冨居」、「新富山」に次いで3番目であった。なお候補にあがった「新富山」は、かつて富山地方鉄道射水線及び市内軌道線の駅（停留場）名であった。

## 駅構造
4両編成に対応するホーム長85 mの相対式ホーム2面2線を有する地上駅。無人駅であり、駅舎及び改札は東西2か所に設け、共に跨線橋により結ばれる。各ホームには待合室が設置されている。新駅整備にあたっては幹線鉄道等活性化事業費補助（形成計画事業）を活用し、第三セクターであるあいの風とやま鉄道を主体として、国（鉄道・運輸機構経由）および地方公共団体の補助金を財源として事業が進められている。設計費は約8,580万円で、国と富山県、富山市が3分の1ずつ受け持つ。新駅設置に伴うホームやエレベーター3基、跨線橋、券売機、改札機などの整備による事業費は約13億円。総事業費は15億4千万円。
東口には乗降用ロータリー、公衆トイレ、パークアンドライド用の有料駐車場および駐輪場が設置されている。
一方、西口は駅開業以前より住宅地が近接し、自動車の乗り入れができず、駐輪場のみが設置されている。

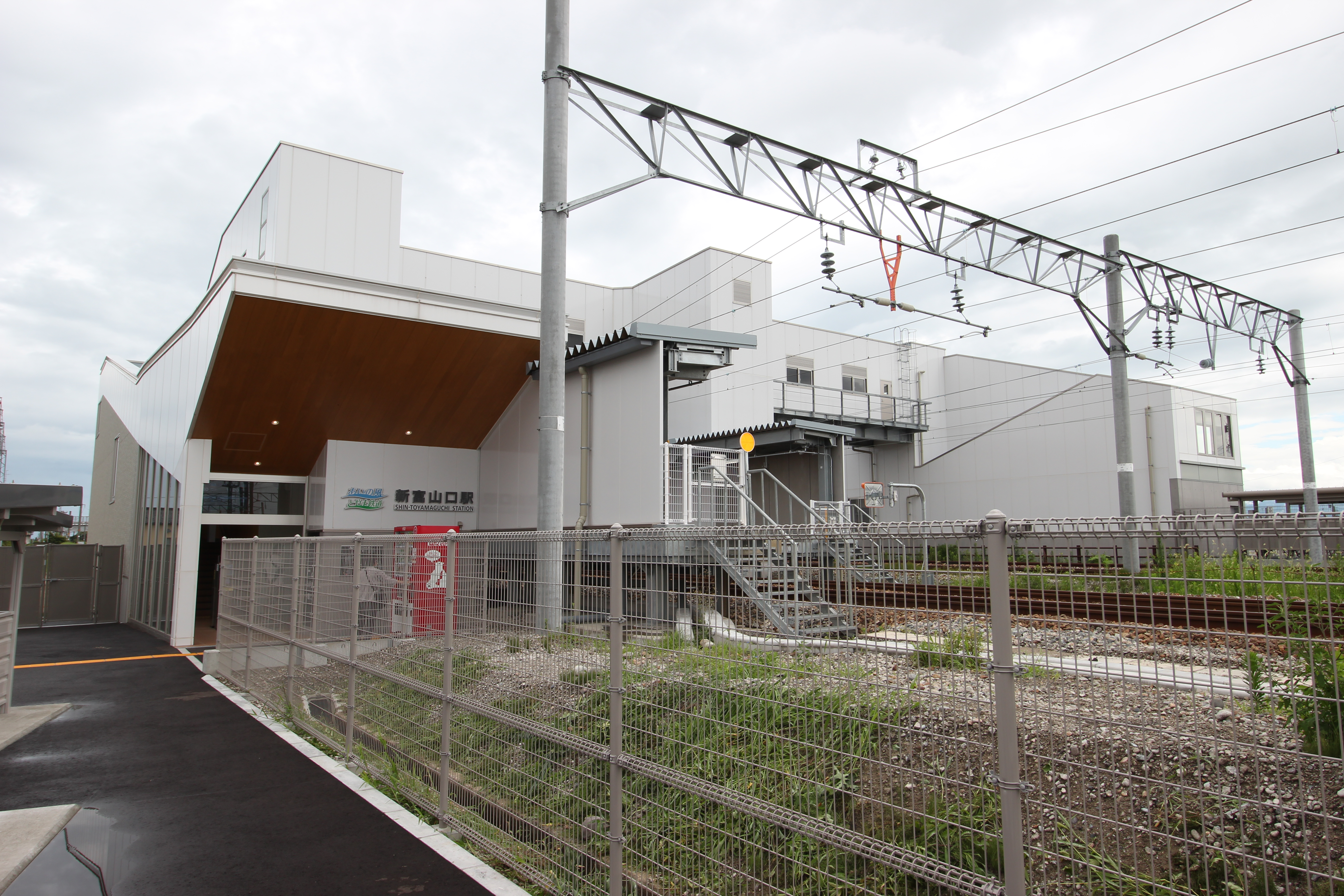
西口駅舎
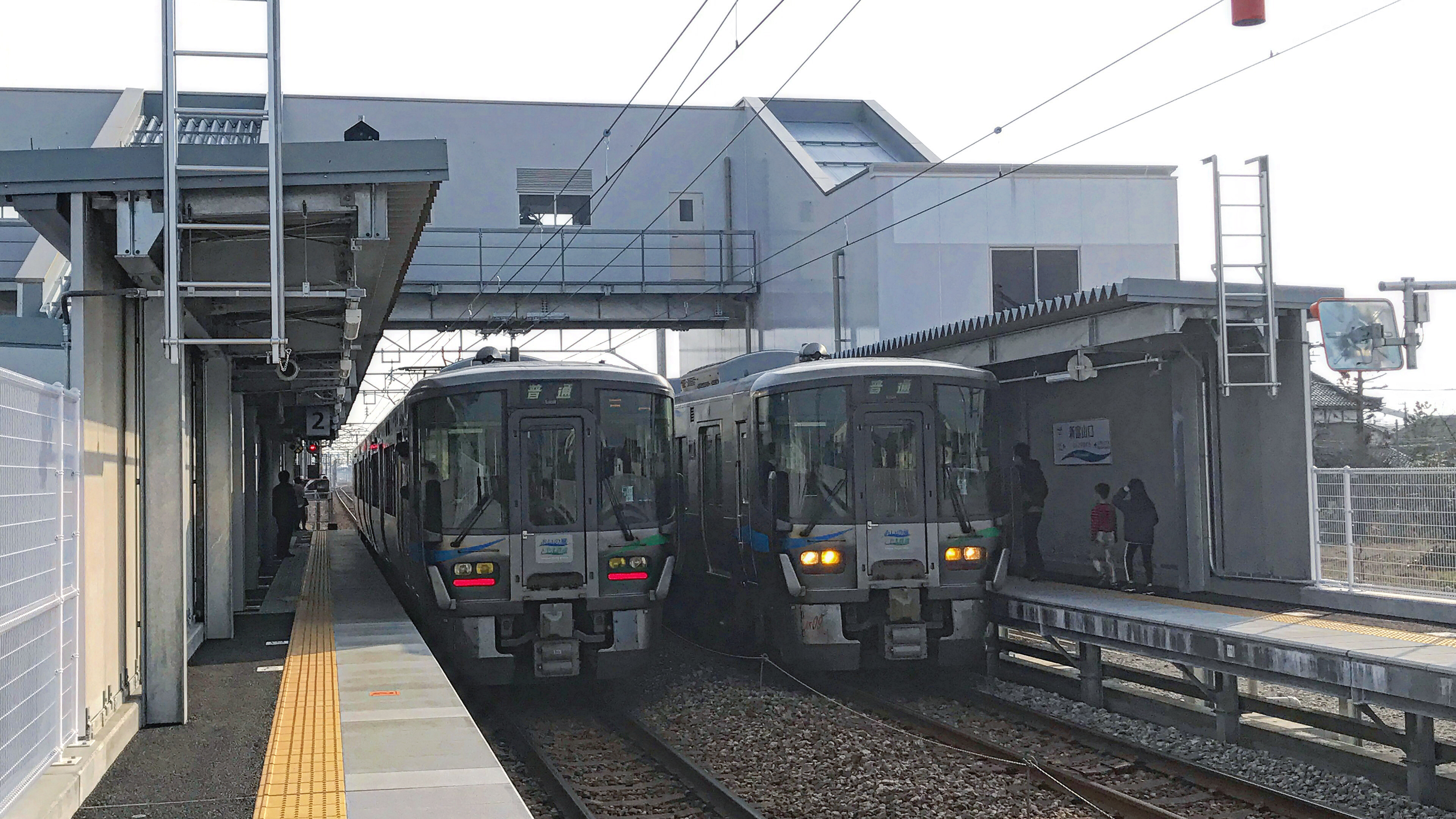
ホーム

### のりば
| 番線 | 路線                  | 方向 | 行先                 |
| ---- | --------------------- | ---- | -------------------- |
| 1    | ■あいの風とやま鉄道線 | 下り | 魚津・泊・糸魚川方面 |
| 2    | ■あいの風とやま鉄道線 | 上り | 富山・高岡・金沢方面 |

## 利用状況
2022年（令和4年）度の1日平均乗車人員は243人である。
開業時の1日あたりの利用者数を2,548人と見込んでいる。この内、朝の通勤時間帯は約600人から1,000人が利用すると見込んでいる。

## 駅周辺
- JR貨物 富山貨物駅
- 富山地方鉄道富山港線 粟島駅
- 下冨居北公園
- 国道8号
- 富山県道121号新富山口停車場線
- 富山県道56号富山環状線（草島線）
- 富山県道65号富山大沢野線
- 富山県道172号八幡田稲荷線
- 富山県道177号蓮町新庄線
- 北陸電気工業 富山工場
- 北陸電話工事 富山支店
- 富山医療生活協同組合 富山協立病院
- 富山市立広田小学校
- イオンタウン上飯野（マックスバリュ上飯野店）
- フェアモール富山（アピタ富山東店）
- 文苑堂書店 富山豊田店
- ケーズデンキ 富山豊田店

## バス路線
2024年時点で駅前に乗り入れる路線はない。
駅の西方約500m、県道172号沿いにある下冨居口バス停より以下の路線が利用可能である。
- 富山地鉄バス
  - [62][81]リハビリセンター線
  - [62][84]中央病院〜犬島米田線
  - [82]下赤江経由東高校線

## 隣の駅
あいの風とやま鉄道
■あいの風とやま鉄道線
富山駅 - （貨）富山貨物駅 - 新富山口駅 - 東富山駅